# Беркли, Уильям (губернатор)
Сэр Уильям Беркли (англ. William Berkeley, 1605 — 9 июля 1677) — английский губернатор американской колонии Виргиния и один из «Лордов-собственников» колонии Каролина. На своей плантации он экспериментировал с выращиванием различных видов растений, придерживался дружественной политики в отношении индейцев и был инициатором создания вирджинской Палаты бюргеров.

## Ранние годы
Беркли родился в 1605 году в Брутоне (графство Сомерсет). В семье Мориса Беркли и Элизабер Киллигрю, которые оба были держателями акций Лондонской вирджинской кампании. Его старшим братом был Джон Беркли, 1-й барон Беркли из Страттона.
Его отец скончался, когда мальчику было всего 12 лет. Будучи членом провинциальной аристократии, Уильям с детства интересовался сельским хозяйством. В возрасте 18 лет поступил в Оксфордский университет. В 1632 году получил должность при дворе короля Карла I, где вошёл в литературный кружок, известный как «Остроумные» (англ. The Wits). Написал ряд пьес, одна из которых («The Lost Lady: A Tragy Comedy») была поставлены для короля и королевы и была опубликована в 1638 году. Участвовал в первой и второй Епископских войнах, благодаря чему был произведён в рыцари.
Так как Англия шла к Гражданской войне, Беркли к весне 1641 года почувствовал, что его положение ненадёжно. Ему предложили должность посла в Стамбуле, но внезапно открылась новая возможность; Беркли каким-то образом убедил вирджинского губернатора Фрэнсиса Уиатта продать свою должность, а затем добился того, что 9 августа 1641 года король назначил его губернатором на место Уиатта.

## Губернатор
В 1641 году был назначен губернатором коронной колонии Виргиния. В этой должности его основной идеей стала диверсификация сельского хозяйства колонии, чего он добивался как изданием соответствующих законов, так и демонстрируя личным примером на своей собственной плантации «Green Spring». Беркли пробовал сеять различные сельскохозяйственные культуры, которые могли бы послужить альтернативой выращиванию табака (на чём специализировалась колония): он сажал пшеницу, ячмень, рожь, рапс, апельсины, лимоны, виноград, экспериментировал с шелководством. Производимые на его плантации фрукты, спирт, поташ и сахар продавались в Северной Америке, Вест-Индии, Англии и Нидерландах. По рекомендации некоторых из своих рабов из Западной Африки он занялся рисоводством и преуспел в этом.
Политика Беркли не устраивала некоторых членов вирджинской Ассамблеи, и Беркли искал поддержки у местных плантаторов, для чего в 1642 году инициировал создание Палаты бюргеров, с появлением которой вирджинская Ассамблея стала двухпалатным органом. 
В 1644 году индейский вождь Опчанакануф предпринял последнюю попытку изгнания англичан из Америки: индейцы под его началом вырезали порядка 500 колонистов. В ответ колонисты предприняли последнюю попытку уничтожения индейцев, и в 1645 году сумели пленить самого вождя, после чего индейская конфедерация распалась на отдельные племена. В 1646 году вожди племён признали верховенство короля Англии, и было проведено разграничение земель: колонисты не появлялись на землях индейцев, индейцы не появлялись на землях колонистов.
Во время гражданской войны в Англии колония оставалась верной королю, но это не повлияло на события в метрополии, и в 1652 году Оливер Кромвель прислал нового губернатора — Ричарда Беннетта. Беркли было позволено жить как частному лицу на собственной плантации. Однако он оставался популярным в народе, и после реставрации королевской власти вновь стал губернатором. 
Во время своего второго срока Уильям Беркли установил в колонии режим своей личной власти; чтобы сохранить поддерживающий его состав Территориальной Ассамблеи, в Виргинии 14 лет не проводились выборы. В 1676 году опять начались стычки между колонистами и индейцами. Губернатор Беркли отказался защищать поселенцев, и теми была организована собственная милиция под командованием Натаниэля Бэкона (племянника жены Беркли). Разгромив индейцев, Бэкон восстал против Беркли, и его милиция сожгла столицу колонии город Джеймстаун дотла, однако вскоре после этого он сам умер от дизентерии, ещё до прибытия посланных против него войск из Англии. Королевская комиссия, расследовав причины восстания, признала вину губернатора Беркли, и тот был отозван в Англию. Вскоре после возвращения в Англию он скончался.